# 이 갈이

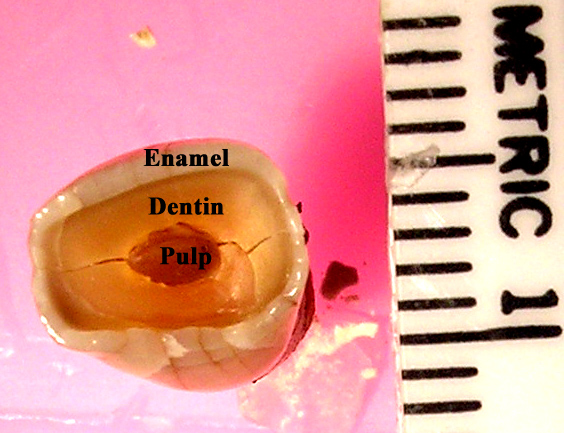
지나치게 이를 갈아서 법랑질이 벗겨지고 상아질이 드러났다.

이 갈이(Bruxism)는 보통 턱을 악다물어 문질러서 치아를 가는 것을 말한다. 이 갈이는 대부분의 사람들이 살면서 한 번쯤 겪게 되는 구강 과기능성습관(Parafuntional activity)이다. 대부분의 사람들은 건강에 이상이 생길 정도로 이를 심하게 갈지는 않는다. 낮에 이를 가는 경우도 있고 저녁에 가는 경우도 있지만 잠을 잘 때 이를 가는 것이 주로 건강 문제를 일으킨다. 이 갈이는 가장 흔한 수면 장애이다.

## 원인
여러 글들이 이를 가는 것이 씹기의 반사운동으로 잘못 설명하고 있다. 이를 가는 것은 정확히 말해서 습관이다. 반사운동은 불특정한 자극에 의해 일어나지만 그런 이유로 이를 갈지는 않는다. 습관은 특정한 자극에 의해서만 발생한다. 씹기는 복잡한 신경근육 활동으로 무의식에 의해 조절되며 뇌에서 통제한다. 잠을 자면, 무의식이 활성화되며 통제가 비활성화되어 이를 갈게 된다. 이를 가는 것은 규칙적이며(씹기처럼), 어떤 것은 지속적이다(악다물기). 연구자들은 이를 가는 것을 '습관적 행위이며 수면 장애'로 분류했다.
이를 가는 원인은 아직 불확실하다. 하지만 몇 가지 조건들이 이를 가는 것과 관련이 있는 것으로 알려져 있다. 따라서 어떤 특정한 몸 상태가(소화 불량이나 긴장) 이를 갈게 하는 것으로 생각된다.

## 징후
대부분의 이를 가는 사람들은 자신이 이를 가는지 인식하지 못한다. 5%만이 턱 통증이나 두통과 같은 치료가 필요한 증상을 겪는다. 대부분의 경우 본인보다 같이 잠을 자는 사람들이나 부모들이 먼저 이를 가는 것을 알게 된다.
이를 갈면 교합(咬合)면의 특이한 마모 형태를 나타내거나, 이가 빠지거나 깨질 수 있다. 이러한 손상들은 교합외상으로 분류된다.
시간이 지나면 치아 손상은 더 자주 나타난다. 이 갈이는 교합 외상의 주요한 원인중의 하나이며 이가 빠지거나 잇몸의 염증을 일으키는 큰 원인이다.
전형적인 경우, 마주보는 송곳니나 앞니는 위치를 바꾼다. 바꿔 말하면 양측 악관절의 중앙에 위치한 중앙 익상 근육에 의한 좌우 운동 때문이다. 이 운동은 치아 표면을 닳게 하여 앞니 끝이 마모될 수 있다. 이를 가는 사람들은 어금니도 가는데 이 경우에는 교합면의 볼록한 면을 닳게 한다. 이를 가는 것은 옆에서 자는 사람을 깨울 정도로 시끄럽다. 어떤 사람들은 중요한 측면 운동 없이 턱을 악다물기도 한다. 특히 충치 때문에 함몰되었거나 치과 수술을 받았거나 깨진 적이 있는 이빨에 이러한 주기적인 압박이 가해지면 이는 이것을 견디기 힘들다.

## 증상
- 긴장, 스트레스, 불안
- 우울
- 이통
- 식사 장애
- 두통
- 불면증
- 턱의 통증

## 후유증
결국 이를 갈면 치아가 짧고 무뎌지게 된다. 안면근육의 통증을 느낄수도 있다. 악관절기능장애와 두통이 올수도 있다. 심하면, 만성적인 경우, 악관절이 관절염에 걸릴 수도 있다. 활동중에도 무의식적으로 이를 갈 수도 있다. 이런 경우 물리치료나 정신과 치료등을 통해 잘 치료되어야 한다.

## 진찰
이가 닳아졌다고 해서 이를 간 것은 아니다. 과도한 양치질이나 치약의 연마제, 산성음료나 딱딱한 음식들도 이를 닳게 할 수 있다. 잘 훈련된 전문가들은 마모 형태로 구분할 수 있지만. 의사들은 보이는 증상만으로는 이를 간다고 단정하기 어렵다.
이를 가는 것의 효과는 환자들이 알아채기 전에 상당히 진척되어있을 수 있다. 마모된 치아는 정기적인 치과 검진으로 환자들이 알게 되는 경우가 많다. 법랑질이 충분히 마모되고 연약한 상아질이 노출된 경우 마모는 더 심해진다. 이 경우 충치가 생기거나 금이 가거나 어떤 사람의 경우에는 잇몸의 염증이 일어나기 쉽다. 치과의사의 조기 치료가 필요하다.

## 관련 요소
- 수면장애, 수면 무호흡증, 호흡 감소, 코골이, 나른함
- 부정교합
- 카페인 음료의 과다한 섭취
- 높은 혈중 알코올 농도
- 흡연
- 심한 근심, 긴장, 업무 스트레스, 불규칙한 근무,
- MDMA, MDA, Methylphenidate, 암페타민과 같은 선택적 세로토닌 재흡수 억제제 복용
- 도파민 과민 반응
- GHB, GABA의 잦은 복용
- 헌팅턴 병이나 파킨슨병
- 강박신경증(OCD)